# Barbara Grier
Barbara Grier (Cincinnati, 4 novembre 1933 – Tallahassee, 10 novembre 2011) è stata un'editrice, saggista, attivista lesbica e femminista statunitense, nota per aver cofondato la casa editrice Naiad Press ed aver collaborato e poi diretto la rivista lesbica The Ladder, con lo pseudonimo di Gene Damon.

## Biografia
Nata a Cincinnati, figlia di Dorothy Vernon Black, di professione segretaria, e di Philip Strang Grier, medico, Grier trascorse l'infanzia in varie città del midwest. Barbara ebbe due fratellastri più anziani e due sorelle più giovani. Il padre apparteneva a una famiglia di stretta osservanza metodista, mentre la madre, atea, era cresciuta in una famiglia di sole donne.
Grier raccontava di essersi dichiarata lesbica a 12 anni e di aver passato la vita cercando in tutti i modi possibili sempre più informazione sull'omosessualità femminile. I genitori divorziarono quando lei aveva 13 anni. Grier fece una ricerca in biblioteca per scoprire qualcosa di più sulle lesbiche, dopo aver notato che il suo comportamento era differente da quello delle amiche. Disse alla madre di essere omosessuale e lei le rispose: “No, dal momento che sei una donna, sei lesbica. E visto che hai solo 12 anni, sei troppo giovane per fare una scelta, lascia passare sei mesi prima di dare l'annuncio ai giornali.” Cominciò a collezionare libri dopo che sua madre le regalò, quando aveva 16 anni, una copia de “Il pozzo della solitudine” di Radclyffe Hall. Chiamava la sua collezione di libri a tematica lesbica “Lesbiana”, una raccolta che è stata alimentata “dall'amore per l'editoria lesbica.” 
Poco dopo essersi diplomata nel 1951, Grier incontrò in una libreria pubblica Helen Bennet. Trascorsero insieme 20 anni vivendo prima a Denver, Colorado, dove Bennett lavorava come bibliotecaria di una scuola, per poi trasferirsi a Kansas City, Missouri, dove entrambe furono impiegate in biblioteche pubbliche.

## La rivistaThe Ladder
Grier cominciò a scrivere recensioni letterarie per The Ladder, rivista pubblicata dall'associazione Daughters of Bilitis, quasi subito dopo l'essersi abbonata ad essa nel 1957. In breve, Grier divenne una collaboratrice del giornale con articoli, racconti, recensioni firmando con vari pseudonimi: Gladys Casey, Lennox Strong, Vern Niven, e HB (in onore di Helen Bennett). Alcuni numeri di The Ladder sono composti quasi esclusivamente da suoi scritti e, tra questi, moltissime sono le recensioni di libri che avevano lesbiche come personaggi secondari o protagonisti. Grier lavorò come editor di poesia e narrativa a The Ladder dal 1966 al 1968, quando assunse la guida generale della pubblicazione.
Nel 1968 divenne direttrice della rivista con l'intenzione di ampliarne i temi, prestando maggiore attenzione alle tematiche femministe, indirizzando il giornale verso una militanza più attiva. La rivista ne guadagnò un aspetto più professionale ed elegante, incrementando le pagine da 25 a 40 e triplicando gli abbonamenti. Così Grier descrive i suoi compiti nella redazione: “Nel 1968 sono diventata direttrice di The Ladder, e ho dovuto scrivere trecento lettere la settimana, editare la rivista, inseguire uno staff di quindici persone sparse in tutto il mondo, fare un lavoro part-time, badare alla casa, leggere i libri e scrivere la mia rubrica 'Lesbiana'.” Grier eliminò la parola “lesbica” dalla copertina, che era stata aggiunta nel 1964, nel tentativo di raggiungere più donne. L'avvento di Grier alla direzione avvenne in un periodo in cui le Daughter of Bilitis vivevano un conflitto circa l'orientamento da dare all'organizzazione. Le fondatrici di DOB tendevano a favorire un atteggiamento più assimilazionista per l'organizzazione (appoggiando maggiormente i diritti gay) ed entrarono in conflitto diretto con le lesbiche separatiste più radicali, come Grier, orientate maggiormente verso i diritti delle donne. Quando nel 1970 l'organizzazione DOB era fortemente in crisi e Grier per mantenere in vita il periodico, che editava da Kansas City, insieme alla presidente di DOB Rita LaPorte pianificò di appropriarsi delle uniche due copie della lista dei nominativi delle abbonate di The Ladder, conservate nella sede di San Francisco. LaPorte trafugò le uniche due copie della lista delle 3800 abbonate e le macchine di stampa, all'insaputa delle due storiche fondatrici di DOB, Phyllis Lyon e Del Martin, e trasferì la rivista a Reno, causando un putiferio. Grier annunciò che The Ladder non era più associato a “Daughters of Bilitis”, cosa che provocò la perdita di una parte dei contributi derivanti dall'autofinanziamento. The Ladder continuò a uscire per altri due anni prima di chiudere definitivamente nel 1972, perché era diventata un'impresa troppo gravosa economicamente da gestire. Grier dichiarò, circa il suo ruolo nella vicenda: “Dovete capire che niente di quello che fu fatto, fu compiuto con premeditazione o con l'intenzione di danneggiare qualcuno. Voglio dire che ero maniacalmente determinata al tempo più di quanto lo sia adesso, in termini di missione. La missione è che le lesbiche erediteranno la terra, lo sapete.”

## Naiad Press
Grier viveva insieme a Helen Bennett da 20 anni, in una relazione che ella stessa definì un matrimonio, quando la bibliotecaria Donna J. McBride (n.1940) si innamorò di lei. Grier lasciò Bennett per McBride e, racconta nelle sue memorie, quella fu l'unica scelta della sua vita che le abbia mai procurato angoscia.
Grier e la partner Donna McBride avviarono l'attività della Naiad Press nel 1973 grazie al sostegno e alla sollecitazione di altre due redattrici di The Ladder, Anyda Marchant (1911-2006) e Muriel Crawford. Il loro primo libro pubblicato fu The Latecomer scritto da Marchant con lo pseudonimo di Sarah Aldridge.
Grier mise a frutto i suoi legami con la comunità lesbica e femminista per dare il via alla Naiad Press, nata come casa editrice del movimento lesbo-femminista — grazie all'impegno delle lesbiche, sulle lesbiche e per le lesbiche — e con l’ulteriore caratteristica: per ogni libro pubblicato con successo, sarebbe stato dato alle stampe anche un saggio importante, senza preoccuparsi che vendesse o meno.
Naiad fu gestita da Kansas City fino al 1980, quando fu trasferita a Tallahassee, in Florida. Entrambe le sue fondatrici continuarono a svolgere un altro lavoro a tempo pieno per mantenersi fino al 1982, quando decisero di dedicare tutto il loro tempo alla casa editrice. 
Tra le autrici pubblicate da Naiad figurano Valerie Taylor, Katherine V. Forrest, Jane Rule, Ann Bannon - con le sue ristampe di Beebo Brinker Chronicles - e Gale Wilhelm, tutte scovate da Grier dopo una ricerca di anni per tirarle fuori dall'oscurità. Una delle pubblicazione più controverse fu nel 1985 quella del volume Lesbian Nuns: Breaking Silence (Dentro il convento, Pironti, 1992), un libro di testimonianze che fu bandito a Boston e criticato dalla Chiesa cattolica. Forum Penthouse (versione più giornalistica dei magazine del gruppo Penthouse) pubblicò a puntate una serie di estratti dal libro facendo conoscere la Naiad Press a livello internazionale.
Grier usò la sua vasta raccolta di letteratura lesbica, cui si riferiva chiamandola 'Lesbiana', alla Naiad. Nel 1994, la casa editrice aveva uno staff di otto dipendenti e un fatturato di 1,8 milioni di dollari. Nel 1992, Grier e McBride donarono l'intera collezione della Naiad alla San Francisco Public Library. Per trasportare i 14.000 volumi (valore stimato 400.000 dollari) ci volle un rimorchio.
Quella che era cominciata come una semplice ricerca di informazioni, divenne – nelle stesse parole di Grier – un'ossessione. 
Ispirata dal saggio di Jeannette H. Foster del 1956, Sex Variant Women in Literature, Grier e Lee Stuart diedero alle stampe The Lesbian in Literature nel 1967 — una bibliografia che elencava “tutti i libri in inglese, nel campo della letteratura, riguardanti il lesbismo o con personaggi lesbici.” Grier compilò altre due edizioni successive del lavoro nel 1975 e nel 1981.
I libri sono schedati dalla A alla D, con una valutazione che fa riferimento all'importanza dei personaggi lesbici nella trama, e con T, per indicare che sono “trash” ovvero spazzatura.
All'impresa collaborò anche Marion Zimmer Bradley, conosciuta nel 1950, anni in cui tramite Greir si era avvicinata all'organizzazione lesbica The Daughter of Bilitis.
In aggiunta ai tanti gialli, romanzi e libri di fantascienza, Naiad ha ristampato quelli che sono diventati i classici del lesbismo e Grier ha il grande merito di aver salvato buona parte della produzione di libri lesbici dall’oblio. 
Barbara Grier ha curato inoltre le antologie The Mysterious Naiad: Love Stories by Naiad Press Authors (1994) e The Romantic Naiad: Love Stories by Naiad Press Authors (1993) entrambi di Katherine V. Forrest; e con Caroline Reid ha curato il volume Lesbian Lives: Biographies of Women from The Ladder (1976). 
Barbara Grier è apparsa nel documentario Before Stonewall (1984).
Nel 1985 fu assegnato a Grier il premio President's Award for Lifetime Service dalla Gay Academic Union. Nel 1991, Grier e McBride, in rappresentanza della Naiad ricevettero il premio Lambda Literary Award for Publisher's Service. Nel 2002 fu loro assegnato il Lambda Literary Pioneer Award. Nel 2003 Grier e McBride hanno venduto alla Bella Books il catalogo della Naiad Press.
Un ritratto di Grier e McBride appare nel volume Particular Voices: Portraits of Gay and Lesbian Writers (1998) di Robert Giard. 

## Morte
Barbara Grier è morta a causa di un cancro a Tallahassee, Florida, il 10 novembre 2011, qualche giorno dopo aver compiuto 78 anni.